# Царёвка (Гавриловский район)
Царёвка — упразднённое село в Гавриловском районе Тамбовской области России. На момент упразднения входило в состав Чуповского сельсовета.

## География
Урочище находится в восточной части Тамбовской области, в лесостепной зоне, в пределах Приволжской возвышенности, на левом берегу реки Ирки, на расстоянии примерно 13 километров (по прямой) к северо-западу от села Гавриловка 2-я, административного центра района. Абсолютная высота — 155 метров над уровнем моря.

### Климат
Климат умеренно континентальный, относительно сухой, с холодной продолжительной зимой и тёплым летом. Средняя температура воздуха самого холодного месяца (января) — −11,3 °C (абсолютный минимум — −43 °C); самого тёплого месяца (июля) — 19,7 °C (абсолютный максимум — 39 °С). Среднегодовое количество атмосферных осадков составляет около 500 мм. Продолжительность залегания снежного покрова составляет в среднем 140 дней.

## История

### XVIII-XIX век
Впервые Царёвка упоминается в «Экономических примечаниях Кирсановского уезда», составленных в конце XVIII века упомянуто следующее: «Деревня Царёвка, владения грузинского царевича Георгия Вахтанговича и княгини Александры Яковлевны Грузинских...» на левой стороне речки Большой Иры. Домов крестьянских 41 (274 человека)». 
С 1801 г. деревня относилась к церкновному приходу села Куровщина, в 13 верстах.
В 1830-х годах крестьяне принадлежали майорше Екатерине Алексеевне Щепочкиной и ротмистру Дмитрию Михайловичу Полетаеву.
С 1848 г. относилась к приходу села Булыгино, в 3 верстах.
Царёвка упоминается, как сельцо в X ревизии, тогда в 1856 году деревня насчитывала 21 крестьянский двор с населением мужского пола: — 85, население женского пола — 78 душ. Крестьян - 132, дворовых - 31.
В 1862 г. Царёвка насчитывала 108 дворов с населением 669 жителей. Находилась при реке Ире, имелся овчарный завод.Бывшая помещица А. П. Алексеева.
В период с 1870 по 1886 г. в селе произошли 9 пожаров, из всех 144 домохозяев пострадали 56, всего сгоревших строений - 126. Сумма выданная на восстановление - 2923 руб.
В 1886 г. крестьяне возделывали разные культуры, в том числе коноплю и табак. Табак возделывали для личного использования на огороде в небольших количествах. Число дворов - 130 с 859 жителями.
В 1894 г. крестьяне арендовали у мещан 127 десятин и усадьбу за 1000 рублей и 222 десятины частью рядом с Ольшанкой за 1800 руб. сроком на 6 лет. Тип почвы - чернозём, подпочва глиняная.
В 1895 г. на средства крестьянина деревни Измайловки Крючкова был построен деревянный православный храм. Престолов один - в честь Архангела Михаила (8 ноября). Приход был открыт в следующем году.
В 1897 году в селе проживало 956 жителей.
В 1898 г. на частные средства строится церковно-приходская школа. Это было одноэтажное каменное здание, крытое железом.Входило в Булыгинскую волость. Число учащихся 28 человек.

### XX век
На протяжении нач. xx века церковными старостами выбирались купцы Василий и Спиридон Крючковы (д. Кондауровка).Они также входили в состав церковно-приходского попечительства.
В 1908 г. было начато строительство нового моста через реку Иру в Царёвку на Моршанском тракте. Старый мост находился в опасном для проезда состоянии, верхнее строение моста было ветхим. Новый мост был выстроен с балочной системой на свайных устоях с 4 саженными пролётами, длина моста- 22 сажены. Его окончательная стоимость составила 4545 руб.Участок мостовой в Чуповке и Царёвке был также отремонтирован (1 вер. 50 саж.).

Описание села в 1911 году:
Церковь деревянная, холодная, построена в 1895 году на средства крестьянина деревни Измайловки Крючкова. Престол в честь Архистратига Михаила (8 ноября). Приход открыть в 1896 году.
В приходе дворов - 400, д. м. п. 1279, ж. п. 1271, великороссы, земледельцы, имеют земли от 1,5 до 3 дес. на душу.
В приходе четыре деревни: 1) Александровка (Измайловка), 75 дв, д. м. п. 231, ж. п. 289, в 1 вер. от церкви, 2) Александровка (Павловка), 36 дв., д. м. п. 118, ж. п. 104, в 2 вер., 3)Ира (Чуповка), 68 дв., д. м. п. 235, ж. п. 217, в 3 вер., и 4) Ира (Козловка), 54 дв., д м. п. 186, ж. п. 181, в 4 вер. 
Хутора: Ивана Спиридоновича Крючкова, в деревне Измайловке в 1 вер., и Василия Спиридоновича Крючкова, в 2,5. вер. от церкви. Небольшая река Ира.
Школа церковно-приходская, одноклассная, смешанная. Есть церковно-приходское попечительство. Имеются описи церковного имущества и метрические книги, с 1876 по 1895 год только о родившихся и с 1896 года по настоящее время все три части. Церковная библиотека в 50 томах.
Штат: священник Иоанн Григорьевич Акулин(1866), диакон Сергей Терентьевич Кашменский (1873) и псаломщик Иван Андреевич Безобразов (1856). У причта земли усадебной 3 дес. 900 кв. саж., полевой 33 дес. 96 кв. саж., к 4-х участках. Земля даёт годового дохода 10 - 15 руб. с десятины. Братский годовой доход 1900 руб. Руга-печеным хлебом. Дома у причта церковные: у священника 99 кв. арш и кухня 77 кв. арш у диакона 8X8 и 7X7 кв, арш., дом псаломщика очень ветхий, совершенно разваливается.

Приход от станции, почтового отделения, базара и гор. Кирсанова в 25 вер., больница в с. Гавриловке в 15 вер., благо-чинного в 25 вер., от Булыгинского волостного правления в с. Булыгине (ближайшая церковь) в 8 вер. и г. Тамбова 92 вер. Адрес: для корреспонденции- г. Кирсанов, земская управа, чрез Булыгинское , волостное правление, а для телеграмм Кирсанов, Царёвка. Пристав 3 стана Кирсановского уезда.
В 1914 г. село насчитывало 1044 жителей. Престольный праздник - 1 октября. Имелась церковно-приходская школа, попечителем которой был купец 2-й гильдии Василий Крючков. Преподавателями были: Законоучитель - священник Иоанн Акулин, учительница Вера Ивановна Акулина. Подразделялась на 5 крестьянских обществ.
В 1923 г. село насчитывало 192 домохозяйства с населением 1103 жителя.
В 1924 г. у церкви отняли три дома, их стали использовать как агро участки.
По данным Всесоюзной переписи 1926 года село насчитывало 165 домохозяйства, с населением женского пола — 507, мужского — 410, всего 917 жителей.Входило в Гавриловскую волость.
К 1930 г. Архангельский храм был закрыт, а его штат со священником Сергеем Кашменским подвергся репрессиям.
Исключено из учётных данных в октябре 2017 года, как фактически прекратившее своё существование.

## Население
| 2002 | 2010 |
| ---- | ---- |
| 21   | ↘2   |